# Benoît Batraville
Benoît Batraville (* 1877; † 1920; genannt „Tibenwa“) war ein Führer des haitianischen Widerstands gegen die amerikanische Besetzung des Landes von 1915 bis 1934.

## Leben
Benoît Batraville wurde im Jahr 1877 in Mirebalais geboren. Er war ein Nachkomme von Joseph Benoît Batraville, der mit Jean-Jacques Dessalines für die Unabhängigkeit der Kolonie Saint-Domingue von Frankreich gekämpft hatte.
Sein haitianisch-kreolischer Name „Tibenwa“ besteht aus dem Wörtern „ti“ (für klein) und „benwa“ (für Benoît).
Batraville wurde zu einem patriotischen Widerstandskämpfer gegen die amerikanische Besetzung der Jahre 1915 bis 1934. Im Gegensatz zu Charlemagne Peralte, dem er sich anschloss, stammte Batraville aus einer einfachen Familie. Aufgrund seiner Verbindung mit den „Peraltes“ erhielt er jedoch Zugang zum gehobenen Kreis der Oberschicht.
Nach einer allgemeinen Schulausbildung wurde er Lehrer und Schulmeister. Der haitianische Historiker Roger Gaillard schreibt ihm folgende Eigenschaften zu: „Er war von mittlerer Statur, hatte rötlichem Teint, glattes Haar, braune, friedliche Augen und war immer korrekt in Kleidung und Benehmen. Er besuchte weder Kneipen noch Spielhallen. Er war fast unauffällig, machte sich mit jedem gemein, was vielleicht den liebevollen Spitznamen „Tibenoît“ erklärt.“ Den Titel Houngan, also Voodoo-Priester, konnte man Batraville nicht zuschreiben, aber man erkannte, dass er ein großer Anhänger dieser Religion war. Wie andere Caco-Anführer trug er oft ein rotes Abzeichen, das Ogou, den kriegerischen Gott des Voodoo, symbolisierte.

## Wirken im Widerstand
Im Jahr 1915 besetzten Streitkräfte der Vereinigten Staaten Haiti.
Widerstand gegen die Besatzer wurde vor allem von der Guerilla der Cacos organisiert.

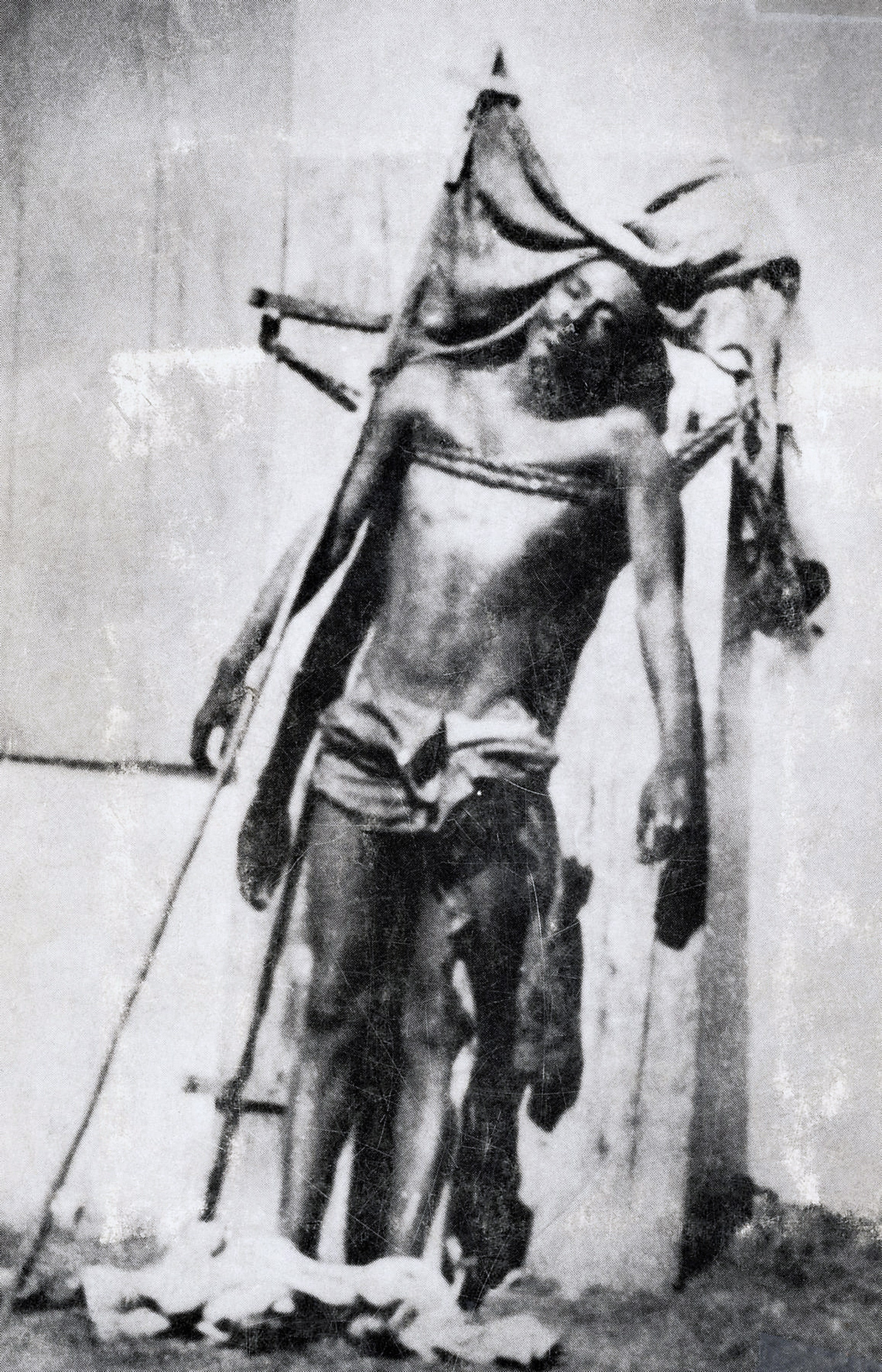
Zur Schau gestellter Leichnam von Charlemagne Péralte (1919)

Die Cacos waren Bauern, die durch Mobilisierung im Widerstand politisiert wurden. Sie waren tapfer, wenig militärisch geordnet und schrecklich, so dass sie auch als „mutterlose“ Soldaten bezeichnet wurden. Als gelegentliche Plünderer, aber meist als Kämpfer im Dienste einer Sache, flößten sie den besitzenden Eliten von Port-au-Prince Angst ein, die ihr Bild mit dem des „Caco-Terrors“ in Verbindung brachten. Die Amerikaner bezeichneten sie als „Banditen“.
Nachdem der Anführer der Cacos, Charlemagne Peralte von den amerikanischen Marines getötet worden war, legten viele Kämpfer die Waffen nieder. Angst machte sich breit. Am 2. Dezember 1919 versammelten sich einige Caco-Generäle in Cabaret, in der Nähe von Port-au-Prince und ernannten Batraville zu ihrem neuen Anführer.
Er beschloss, das Zentrum des Widerstands in den tiefen Süden des Landes zu verlegen, um die Hauptstadt Port-au-Prince besser anzugreifen zu können. Der Kommandeur der amerikanische Besatzungseinheiten, John H. Russell Jr., war in Bezug auf Batraville von Anfang an vorsichtig. Am 28. November 1919 schrieb er in sein Tagebuch: „Ich halte es im Moment für äußerst wünschenswert, diesen Mann zu fangen oder zu eliminieren, denn er ist in seinen Methoden aggressiver als alle anderen.“
Peralte hatte nicht die Kühnheit von Batraville besessen. Aber er war politisch intelligenter als sein Nachfolger vorgegangen. So verlangte Batraville nach einem gescheiterten Angriff auf Mirebalais, dass einer seine Generäle, der zu früh gejubelt und damit den Feind gewarnt hatte, erschossen werden sollte. Der Generalstab setzte durch, dass der General nur durch einen öffentlichen Tadel bestraft wurde.
Am 15. Januar 1920 drang Batraville an der Spitze einer Truppe von Cacos in das Stadtviertel Bel-Air in Port-au-Prince ein. Dieser Vorstoß wurde zu einem Debakel für die Guerilleros. Mindestens 300 wurden von der Gendarmerie der Regierung getötet oder gefangen genommen. Bei einem Gegenstoß der Marines wurden weitere 3.200 festgenommen. Batraville reagierte mit extremer Grausamkeit.
Am 20. Mai 1920 ging Batraville in Barrière Roche, in der Nähe von Lascahobas, in die Falle der Besatzer, die von den Bauern verlangten, den Ort seines Unterschlupfs preiszugeben. Der Caco-Führer wurde getötet und auf dem Friedhof von Mirebalais beerdigt. Ohne Batraville gaben die Cacos ihren Kampf als Guerilla auf.